# Devran Alkas
Devran Alkas (1993) is een Nederlands journalist van Turkse afkomst.

## Studie
Alkas ging naar de havo aan de Koninklijke Scholengemeenschap in Apeldoorn met als profiel Economie & Maatschappij. Na een jaar marketing / commerciële economie aan Hogeschool Saxion in Deventer ging hij naar de Hogeschool Utrecht, waar hij digitale media en communicatie studeerde. Hierna deed hij een pre-master en master journalistiek aan de Vrije Universiteit Amsterdam.

## Loopbaan
Eerst werkte hij anderhalf jaar als journalist voor dagblad De Gelderlander. Hij is sinds 2021 werkzaam bij de NOS als presentator voor het programma NOS op 3.